# Alter Berg (Naturschutzgebiet)
Das Naturschutzgebiet Alter Berg liegt auf dem Gebiet der Gemeinde Böttingen  im Landkreis Tuttlingen in Baden-Württemberg.

## Kenndaten
Das Gebiet wurde durch Verordnung des Regierungspräsidiums Freiburg vom 17. Dezember 1996 als Naturschutzgebiet unter der Schutzgebietsnummer 3231 ausgewiesen. Diese Verordnung wurde im Gesetzblatt für Baden-Württemberg am 21. Februar 1997 veröffentlicht und trat danach in Kraft. Der CDDA-Code lautet 162111  und entspricht der WDPA-ID.

## Lage
Das Schutzgebiet liegt rund einen Kilometer südlich von Böttingen. Es handelt sich um den 980 Meter hohen, gleichnamigen Berg der Schwäbischen Alb. Es gehört vollständig zum FFH-Gebiet Nr. 7919-311 Großer Heuberg und Donautal, zum Vogelschutzgebiet 7820-441-Südwestalb und Oberes Donautal und auch zum Naturpark Obere Donau. Es liegt im Naturraum 093-Hohe Schwabenalb innerhalb der naturräumlichen Haupteinheit 09-Schwäbische Alb.

## Schutzzweck
Wesentlicher Schutzzweck ist die Erhaltung des Alten Bergs als ein vom Menschen geprägtes, reich strukturiertes Gebiet mit Wacholderheiden, Magerrasen, Lesesteinriegeln, Hecken und lichten Weidewäldern sowie als Lebensraum für eine Vielzahl seltener und geschützter, auf übersichtliches und extensiv genutztes Gelände angewiesener Tier- und Pflanzenarten.